# ᶩ
Cette page contient des caractères spéciaux ou non latins. S’ils s’affichent mal (▯, ?, etc.), consultez la page d’aide Unicode.
ᶩ, appelée l crochet rétroflexe en exposant, l crochet rétroflexe supérieur ou lettre modificative l crochet rétroflexe, est un ancien symbole de l’alphabet phonétique international. Il est formé de la lettre latine l crochet rétroflexe ‹ ɭ › mise en exposant.

## Utilisation
Dans certaines transcriptions de l’alphabet phonétique international (API), non standard depuis 1989, ‹ ᶯ › est utilisé avant ou après le symbole d’une consonne occlusive rétroflexe pour indiquer une articulation prélatérale, par exemple la consonne occlusive rétroflexe voisée prélatérale [ᶩʈ], notées [ɭɖ] ou [ɭ͡ɖ] avec l’API.

## Représentations informatiques
La lettre modificative l crochet rétroflexe peut être représenté avec les caractères Unicode suivants (Latin étendu – extensions phonétiques - supplément) :
| formes       | représentations | chaînes de caractères | points de code | descriptions                                       | note                            |
| ------------ | --------------- | --------------------- | -------------- | -------------------------------------------------- | ------------------------------- |
| modificative | ᶩ               | ᶩ                     | U+1DA9         | lettre modificative minuscule l crochet rétroflexe | codé pour le symbole phonétique |

## Sources
- (en) Peter Constable, Revised Proposal to Encode Additional Phonetic Modifier Letters in the UCS, 1er février 2004 (lire en ligne)
- (en) International Phonetic Association, « Report on the 1989 Kiel Convention », Journal of the International Phonetic Association, vol. 19, no 2,‎ 1989, p. 67-80 (DOI 10.1017/S0025100300003868)
- (en) International Phonetics Association, Handbook of the International Phonetics Association : a guide to the use of the International Phonetic Alphabet, Cambridge, Cambridge University Press, 1999, 204 p. (ISBN 0-521-63751-1 et 0-521-65236-7, lire en ligne)
- (en) Nick Evans, « Current issues in the phonology of Australian languages », dans John A. Goldsmith, The handbook of phonological theory, Oxford, Blackwell Publishers, coll. « Blackwell handbooks in linguistics » (no 1), 1995 (lire en ligne), p. 723–761